# Wielkie Stwolno
Wielkie Stwolno – wieś w Polsce położona w województwie kujawsko-pomorskim, w powiecie świeckim, w gminie Dragacz.
W latach 1975–1998 miejscowość administracyjnie należała do województwa bydgoskiego. Według Narodowego Spisu Powszechnego (III 2011 r.) liczyła 322 mieszkańców. Jest dziewiątą co do wielkości miejscowością gminy Dragacz. Wielkie Stwolno położone jest na Kociewiu, jednym z regionów etniczno-kulturowych Pomorza, gdzie do tej pory zachowały się miejsca i tradycje związane z osadnictwem holenderskim. W Wielkim Stwolnie nieprzerwanie od 1947 roku działa Ochotnicza Straż Pożarna. W świetlicy wiejskiej organizowane są festyny rodzinne dla mieszkańców całej gminy.

## Części wsi
| SIMC    | Nazwa         | Rodzaj    |
| ------- | ------------- | --------- |
| 0084847 | Dziewięć Włók | część wsi |

## Historia
Dawne nazwy Wielkiego Stwolna:
- Smoln (rok 1400)
- Gros Smollen (rok 1415)
- Stwolno (rok 1565)
- Westwalen (rok 1623)
- Stwolno Niemieckie (rok 1682)
- Deutsch Westphalen (XIX wiek)

W 1320 roku zakon krzyżacki posiadał w Stwolnie Niemieckim folwark. Stwolno należało w tym czasie do tzw. wsi rycerskich. W XV w. wieś wymieniana była jako własność komturstwa świeckiego. W 1593 roku w miejscowości osiedlili się mennonici na mocy kontraktu wydanego przez Jana Dulskiego, starostę z Rogoźna z 2 lutego 1568 roku. Osiedlali się oni na tych ziemiach na prawie holenderskim. W zamian za wysoki czynsz pieniężny osadnicy otrzymywali w długoterminową dzierżawę ziemię w dolinie Wisły, która dotąd często była zalewana przez rzekę. Zobowiązani byli do konserwowania wałów ochronnych i osuszania ziemi. Posiadali wolność religijną oraz określoną swobodę gospodarczą, a także sądowniczą.
Po II wojnie światowej pozostały liczne pamiątki po niemieckim okupancie, np. swastyki na bramie w dawnej szkole podstawowej w Wielkim Stwolnie.

## Urodzeni w Wielkim Stwolnie
- Józef Domachowski – polski duchowny katolicki, proboszcz parafii św. Piotra i Pawła na toruńskim Podgórzu, ofiara KL Stutthof[8].

## Ochrona przyrody
W 1992 roku uznano za pomnik przyrody jednostronną aleję drzew przydrożnych. Aleja rośnie pomiędzy Małym a Wielkim Stwolnem i w chwili powołania tworzyło ją 151 drzew. W skład alei wchodziły:
| Nr | Nazwa           | Sztuk | Obwody     |
| 1. | Dąb szypułkowy  | 129   | 218-380 cm |
| 2. | Jesion wyniosły | 10    | 170-290 cm |
| 3. | Klon jawor      | 12    | 170-190 cm |